# Verliefd op Cuba
Verliefd op Cuba is een Nederlandse romantische komedie uit 2019, geregisseerd door Johan Nijenhuis. De film is thematisch een vervolg op de films Verliefd op Ibiza en Toscaanse Bruiloft. 

## Verhaal
De gescheiden Loes (Susan Visser) wordt plotseling voor een voldongen feit gezet als haar dochter Maartje (Abbey Hoes) aankondigt te gaan trouwen. Haar vriend is de Cubaan Carlos (Rolf Sanchez) en ze is vastbesloten in Cuba te blijven. Loes besluit er niet zomaar mee akkoord te gaan en boekt de eerstvolgende vlucht naar Havana. Loes wil aantonen dat Carlos alleen maar uit is op een verblijfsvergunning, maar eenmaal daar moet ze echter haar mening bijstellen en vindt ze haar geloof in de liefde terug.

## Rolverdeling
- Susan Visser als Loes
- Abbey Hoes als Maartje
- Rolf Sanchez als Carlos
- Jan Kooijman als Jan
- Maaike Martens als Machteld
- Tjebbo Gerritsma als Alex
- Niek Roozen als Hein
- Maarten Dannenberg als Diego
- Mareya Salazar als Benita
- Barbara Sloesen als Trijntje
- Diego González-Clark als salsa danser

## Trivia
- Twee scènes waarin Fidel Castro op de hak werd genomen, werden door het communistische regime niet goedgekeurd. Ze werden daarop opnieuw gefilmd op Ibiza.[2]
- Verliefd op Cuba bemachtigde na een paar dagen een Gouden Film[3], en na twee maanden een Platina Film.[4] Dit was de zesde film van regisseur Johan Nijenhuis die de status van Platina Film behaalde.